# KL Возничего
KL Возничего (лат. KL Aurigae) — двойная затменная переменная звезда типа Алголя (EA) в созвездии Возничего на расстоянии приблизительно 5513 световых лет (около 1690 парсеков) от Солнца. Видимая звёздная величина звезды — от +15,1m до +13,3m. Орбитальный период — около 3,195 суток.

## Характеристики
Первый компонент — жёлто-белая звезда спектрального класса F. Радиус — около 3,06 солнечных, светимость — около 13,427 солнечных. Эффективная температура — около 6316 К.